# Ser fiziologic
Serul fiziologic (sau soluția salină) este o soluție de clorură de sodiu (sare) în apă. Are o serie de utilizări în medicină, inclusiv curățarea rănilor, îndepărtarea și depozitarea lentilelor de contact și adjuvant în cazul ochilor uscați. Prin administrare intravenoasă, este utilizată pentru a trata deshidratarea, cum ar fi cea din gastroenterită și cetoacidoza diabetică. Cantități mari pot duce la supraîncărcarea cu lichide, umflături, acidoză și un nivel ridicat de sodiu în sânge. La pacienții cu un nivel scăzut de sodiu în sânge de lungă durată, utilizarea excesivă poate duce la sindromul de demielinizare osmotică.
Este cel mai frecvent utilizat ca soluție sterilă realizată din 9 g de sare dizolvate într-un litru (0,9%), cunoscută sub numele de soluție salină normală. Ocazional, pot fi utilizate și concentrații mai mari și mai mici. Soluția salină este acidă, cu un pH de 5,5 (datorat în principal dioxidului de carbon dizolvat).
Se află pe lista medicamentelor esențiale ale Organizației Mondiale a Sănătății.